# フォルスラコス
フォルスラコス（学名:Phorusrhacos）は、新生代中新世のパタゴニアに生息した、絶滅した肉食性の飛べない鳥である。模式種はフォルスラコス・ロンギシムス。最も近縁な現生鳥類はノガンモドキ科である。疎林や草原を生息域にしていたと考えられている。
背丈は2.5メートルで体重130キログラムと推定されている。巨大な頭骨は60センチメートルに達し、先端がフック状になった強力なクチバシがあった。クチバシと脚の鉤爪の構造から肉食性であることが示されている。

## 発見

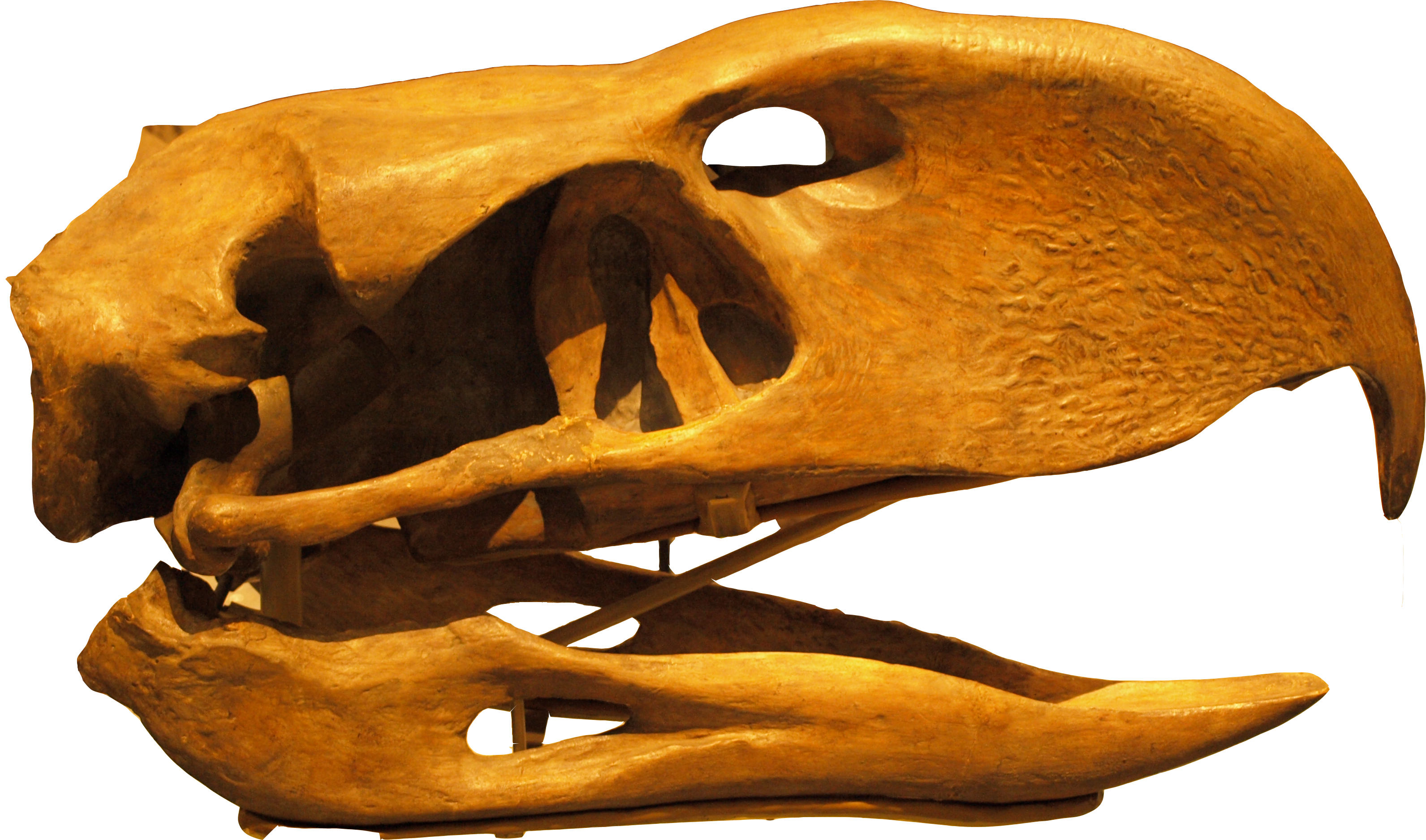
フォルスラコス頭骨

1887年にフロレンティーノ・アメギノが下顎骨を主に中新世中期にあたると考えられているサンタクルス層から発見し、異節上目の哺乳類としてフォルスラコス・ロンギシムスを初めて記載した。属名は「～を持つ」という意味のギリシャ語の単語 phoros と「ぼろ」「皺」を意味する rhacos に由来し、皺が入った下顎骨を反映しているとみられている。本来の語源が最早不明であるため「ラグシーフ」、さらに「枝」を意味する rhakis に由来すると仮定して「ブランチホルダー」と訳されることもある。種小名はラテン語で「非常に長い」という意味を持ち、これも下顎についての言及である。ホロタイプ標本はその下顎 MLP-118 。
1889年にはアメギノが学名をより文法的に正しいフォロラコス（Phororhacos）に改定しその名がしばらく通用していたが、現在では先取権の法則に従って先に命名されていたフォルスラコス (Phorusrhacos) が用いられている。
1891年にフォルスラコスが鳥類と判明し、化石はアルゼンチンのサンタクルス州サンタクルス層およびモンテレオン層から知られている。